# Johnson (by)
 For alternative betydninger, se Johnson. (Se også artikler, som begynder med Johnson)
Johnson er en spøgelsesby i Cochise County i delstaten Arizona, USA. 
Byen blev grundlagt i 1883 men fik først postkontor den 5. april 1900, og postkontoret lukkede igen den 29. november 1929. Johnson var konkurrent til den nærliggende by Russellville. I 1925 var der over 1.000 mennesker som gravede kobber, men i midten af 1920'erne faldt prisen på kobber drastisk og det satte stopper for mineaktiviteterne.